# 行方均 (アメリカ文学者)
行方 均（なめかた ひとし、1947年 - ）は、日本のアメリカ文学者、翻訳家。首都大学東京名誉教授。
1976年明治大学大学院修士課程修了。東京都立短期大学助教授、教授、首都大学東京教授。2012年3月退官、首都大学東京名誉教授。
アメリカ黒人文学、都市伝説などを研究、翻訳する。

## 著書

### 単著
- 『記憶の語りと語りの記憶』（アーネスト・J・ゲインズ、デイヴィッド・ブラッドリー、リチャード・ライト、南雲堂フェニックス） 2005.12

### 共著
- 『英米文学と言語』（ホメロス社） 1990.7
- 『世界の黒人文学 アフリカ、カリブ、アメリカ』（鷹書房弓プレス） 2004.4
- 『黒人研究の世界』（青磁書房） 2004.6
- 『エスニック研究のフロンティア』（多民族研究学会） 2014.3

## 共編著
- 『アメリカ黒人文学とその周辺』（松本昇他、南雲堂フェニックス） 1997.4
- 『記憶のポリティックス アメリカ文学における忘却と想起』（松本昇,松本一裕、南雲堂フェニックス） 2001.10
- 『神の残した黒い穴を見つめて アメリカ文学を読み解く / 須山静夫先生追悼論集』（松本昇他、音羽書房鶴見書店） 2013.6

## 翻訳
- 『チョーキング・ドーベルマン アメリカの「新しい」都市伝説』（ジャン・ハロルド・ブルンヴァン、新宿書房） 1990.3
のち改題『ドーベルマンに何があったの? - アメリカの「新しい」都市伝説』1974.4
- 『メキシコから来たペット アメリカの「都市伝説」コレクション』（ブルンヴァン、松本昇共訳、新宿書房） 1991.2
- 『くそっ!なんてこった「エイズの世界へようこそ」はアメリカから来た都市伝説』（ブルンヴァン、新宿書房） 1992.7
- 『ヨーロッパ放浪記』下（マーク・トウェイン、松本昇共訳、彩流社、マーク・トウェインコレクション8B） 1996.9
- 『黒人文学と見えない都市 アメリカ / スイートホーム』（チャールズ・スクラッグズ、松本昇,福田千鶴子共訳、彩流社） 1997.10
- 『赤ちゃん列車が行く 最新モードの都市伝説』（ブルンヴァン、新宿書房） 1997.12
- 『影と行為』（ラルフ・エリスン、松本昇,松本一裕,山嵜文男共訳、南雲堂フェニックス） 2009.7

## 参考
- 『英語年鑑』[要文献特定詳細情報]